# Храм Різдва Пресвятої Богородиці (Михайло-Заводське)
Храм Різдва Пресвятої Богородиці — храм Криворізької єпархії РПЦ в Україні, що розташований по вулиці Шкільна, 2-А у селі Михайло-Заводське Апостолівського району Дніпропетровської області.

## Історія
Храм Різдва Пресвятої Богородиці в селі Михайло-Заводське було зведено у 1908 році (за деякими джерелами у 1909 році) в стилі козацьке бароко італійським архітектором. Відносилася до Херсонської єпархії, бо територіально відносилася до Херсонського повіту Херсонської губернії.
З 1936 року храм використовувався сільрадою під зерносховище.
З приходом німців служіння у храмі відновили. У 1943 році будівлю храму було капітально відремонтовано церковною громадою. З приходом Красної армії храм знову віддали під зерносховище, проте служіння не припинялося.
До німецько-радянської війни у сторожці, що була частиною огорожі церкви, розташовувався пологовий будинок, а за німців — медичний пункт. У 1943 році в сторіжці мешкав священик.
У травні 1944 року будівля церкви і сторожка були передані церковній громаді. Була видана довідка, що датована 12 липня 1948 року, про реєстрацію церковної ради парафіяльної громади Різдва-Богородицької православної церкви.
Священнослужителі церкви Різдва — Богородицької в селі Михайло-Заводське Дніпропетровської області:
- 1944—1947 роки — священик Олексій Іванович Луговий;
- 1947—1950 роки — священик Г. С. Соболєв.

В архіві храму перебувають 3 метричні книги з записами про народження, шлюб й смерть, що були внесені в цій церкві у 1912—1916 роках.